# Chivalry: Medieval Warfare
Chivalry: Medieval Warfare — компьютерная игра в жанре hack and slash, разработанная студией Torn Banner Studios и выпущенная 16 октября 2012 года. Игра является продолжением модификации Age of Chivalry для игры Half-Life 2. Сиквел вышел в 2021 году.

## Сюжет
После десятилетнего крестового похода рыцари королевства Агата вернувшись на родину были вынуждены снова вступить на порог войны. Пока Агатийцы были в крестовом походе, власть захватил брат короля Говин Мейсон. Говин создал новую армию под названием «Орден Мейсона», его воины сжигали деревни и города, убивали мирных жителей, и уничтожали всё на своём пути. Рыцари Агаты вступили в гражданскую войну с Орденом. Сражения идут за каждый клочок земли на растерзанной боями Агатии.

## Игровой процесс

Скриншот игрового процесса

На картах есть определённая цель. Цель считается завершённой, если команда выполнила основные задания. Также есть дополнительные задания, выполнение которых облегчит победу. В игре присутствует семь различных способностей: рубящий удар, рубящий удар сверху, колющий удар, двойной удар, блокировка, удар ногой, обманка, боевой выкрик. В игре действует режим friendly fire, это значит, что любой игрок может случайно (или нарочно) убить товарища по команде, однако, если это происходит слишком часто, команда может проголосовать чтобы игрока выгнали из матча.
В игре при заходе на сервер игрок вправе выбрать фракцию, за которую он будет играть. Затем нужно выбрать класс, в игре их четыре:
- Стрелок — самый лёгкий класс. У стрелка нет брони, однако, он имеет доступ к оружию дальнего боя.
- Пехотинец — самый быстрый класс. Лёгкий пехотинец носит непрочную броню, но может уворачиваться от атак противника.
- Авангард — тяжёлый пехотинец. Может с разбегу врываться в ряды противника и наносить огромный урон. У этого класса нет никакой защиты от оружия дальнего боя.
- Рыцарь — рыцарь носит самую прочную броню, но при этом это самый медлительный класс.

В игре 41 вид вооружения, изначально игроку доступно лишь несколько видов оружия. Чтобы получить более совершённое вооружение нужно набирать баллы, игрок получает баллы за убийство других игроков. Чем мощнее орудие, тем больше баллов оно стоит.

## Режимы игры
Chivalry: Medieval Warfare предлагает несколько игровых режимов. Основные режимы игры:
- Все против всех : каждый игрок сражается только за себя. Игрок с наибольшим количеством очков по истечении времени объявляется победителем.
- Дуэль : игроки сражаются в турнире и соревнуются в матчах 1 на 1. Когда игрок сражается с другим игроком, другие игроки одновременно проводят свои дуэли. Побеждает игрок, у которого в итоге больше всего побед.
- Командный бой насмерть : две команды сражаются против каждой. Обе команды имеют одинаковое количество ресурсов в начале игры. Игра заканчивается, когда у любой из команд заканчиваются ресурсы, а оставшиеся на поле битвы игроки убиты.
- Последняя выжившая команда : две команды сражаются на арене, и у каждого игрока есть только одна жизнь. Команда с выжившими игроками выигрывает раунд.
- Царь горы : две команды пытаются удержать область в центре карты. Побеждает команда, удерживающая зону в течение определённого времени.
- Захват флага : обе команды должны захватить флаг с вражеской базы и принести его на свою базу, защищая свой собственный флаг. Побеждает та команда которая первой принесет 3 флага.
- Командные задания : игроки играют либо в атакующей команде, либо в защищающейся команде. Атакующая команда должна выполнить различные задачи, например, разграбить деревню, протолкнуть таран к вражеским воротам и убить короля, в то время как защищающаяся команда должна остановить их.

## Разработка
14 ноября 2013 года в магазине Steam стало доступно дополнение для игры: Chivalry: Deadliest Warrior. В дополнении игроку предстоит выбрать одного из шести персонажей: спартанец, викинг, рыцарь, самурай, ниндзя и пират. Дополнение разработано по мотивам телесериала «Непобедимый воин».

## Отзывы и продажи
| Сводный рейтинг | Сводный рейтинг |
| Агрегатор       | Оценка          |
| --------------- | --------------- |
| GameRankings    | 81,75 %         |

Летом 2018 года, благодаря уязвимости в защите Steam Web API, стало известно, что точное количество пользователей сервиса Steam, которые играли в игру хотя бы один раз, составляет 8 260 157 человек.